# Língua amele
A língua amele (ou simplesmente amale) é uma língua falada em Papua-Nova Guiné por cerca de 5500 pessoas (1987) em 40 povoações na província de Madang, nas colinas da Baía do Astrolábio, entre os rios Gum e Gogol. 

## Informações básicas
O amele é considerado a língua mais complexa do mundo em termos de quantidade de formas verbais. Estima-se a existência de 69 mil formas finitas mais 1000 infinitivas para os verbos em amele. Mesmo com poucos falantes apresenta três dialetos: Huar, Jagahala, Haija. 
Outras línguas relacionadas são Gumalu, Sihan, Isebe, Bau, Panim.

## Alfabeto
A língua amele utiliza o alfabeto latino com 20 letras, não apresentando as letras p, r, v, x, y, z;

### Vogais
As vogais u e i têm a mesma pronúncia da língua portuguesa.
A Pronúncia das demais é a seguinte: 
A = æ (IPA), 4 = é, o = ó, sendo que o a e o e têm praticamente a mesma pronúncia.
As 5 vogais podem formar ditongos como ei, eu, ai, oi, au, ou; Também podem aparecer duplas aa, ee, ii, oo, uu;

### Consoantes
|                  | Bilabial | Labio-Dental | Alveolar | Palatal | Velar | Glotal |
| ---------------- | -------- | ------------ | -------- | ------- | ----- | ------ |
| Nasal            | m        |              | n        |         |       |        |
| Plosiva          | b        |              | t, d     |         | k, g  | ʔ c    |
| Fricativa        |          | f            | s        |         |       | h      |
| Aproxim. Lateral |          |              | l        |         |       |        |
| Aproximante      |          |              |          | j       |       |        |

### Sílabas
As sílabas apresentam as formações vc, cv, vv, cvc, vvc, cvv, cvvc;
Em palavras de 2 ou 3 sílabas a sílaba tônica é a primeira "fechada" (que termina em consoante). Se não houver sílaba fechada, a tônica é sempre a primeira. Em palavras com mais de três silabas, a acentuação principal fica na penúltima e a secundária na primeira.

## Amostra de texto
Ija jeh saqocnu, bal saigen. Dana age wele, haiden saenna odi odoin. Maha hewimeig, cabi oqagannu gadac mihedumeig, caja sigin unani adoloig. Caja sigin cunug gabandocobil, dana meca, uqa baldoc, uqa qasil walagdadanen, cajimei sigin cunug unanoloi. Uqa odi unanen. 'Ija Bulik tibud, ija mim tibud, ijanna. Wij caja, wanam caja, gale caja, susum caja, taula caja, mede qu gabanadi mede mega osol mi, sigin ebenegana migina. Age golanaga, silileceb, cabi licdocob, age cabi oqagan, jeheqagan. Qeen, lacbaja, man sononec, hofajal, qali qetec, aig mumusi, waidugun nuia. Mim tibud, Bulik tibud, uqa ijanna. Age ehadi, gabalacna mamadi, cabi suli, age ebenagana miadigina. Golanaga silileceb, cabi ehinui qee muduqagan. Mele.
Em português:
Eu vou lhes contar sobre a prece feita antes de irmos para os arbustos. Antes, quando eram todos pagãos, eles faziam assim, costumavam tomar da terra a ser cultivada e a marcavam, davam pedras às mulheres para que afiassem suas facas. Todas as mulheres traziam suas facas. O chefe, ele sabia como orar, nas manhãs antes do nascer do sol acordava e afiava todas as facas. Ele as afiava e dizia: "Eu sou Bulik, eu sou o terremoto, esse é meu nome". As mulheres viúvas, as fortes, as meninas e mulheres jovens, as casadas, todas colocavam seus narizes juntos como se fossem um só. Uma faca era colocada nas mãos de cada um. O sangue de tods aparecia, como uma torrente ele aparecia para executar o trabalho, para cortar os arbustos. Centopéias, escorpiões, serpentes, formigas vermelhas e pretas, as presas de todos esses foram deixadas, eles voltaram-se e foram embora. Terremoto, Bulik, esse era seu nome. Todos vocês trazem seus trabalhos sobre os ombros, colocam-nos em suas mãos. O sangue de todos se mostra, o trabalho se inicia, continua e se conclui. Verdade.
Pai Nosso em Amele
O ege Memige, hina sao jobon biligina, hina ijain gun biliale. Hinana cul egeca hoiale. Hina con toodu odoc sao jobon ihoc lenawe odi mahana ha ihoc leiale. Sab jecnu ba i ihoc igigale. Dana age ege me qee odigeinnu ege dahinige celenwe hinaha egena me qee odadec eunu dahin celeiale. Hina ege temgecna cain ehi li migigaun. Euqa qisol mec kobol eu cagasigagale, doigale, aden.

## Estudos sobre a língua amele
Os primeiros estudos acerca dessa língua foram feitos por um  missionário da Igreja Luterana, depois complementados por trabalhos como os de Andersen, T. David e John R. Roberts. 

### Roberts, John R.
John R. Roberts foi o maior estudioso da língua amele, tendo detectado características únicas nos casos de, por exemplo, frases que indicam ações recíprocas. Em lugar de haver um único verbo marcando a reciprocidade da ação dos 2 sujeitos, como na maioria das línguas, em amele isso é marcado por uma sentença com três verbos, cada um com sua declinação, apresentando diferentes sujeitos e objetos.

### Trabalhos de Roberts.
- 1987. Amele.
- 1988. "Amele switch-reference and the theory of grammar."
- 1988. "Switch-reference in Papuan languages: a syntactic or extrasyntactic device?."
- 1990. "Modality in Amele and other Papuan languages."
- 1991. "A study of the dialects of Amele."
- 1991. "Orthography reform in Amele: Part one."
- 1991. "Reduplication in Amele."
- 1992. "Orthography reform in Amele: Part two."
- 1993. "Mirror-image reduplication in Amele."
- 1995. Verb specifiers in Amele.
- 1996. "A Government and Binding analysis of the verb in Amele."
- 1997. "The syntax of discourse structure."
- 1998. "GIVE in Amele."
- 2001. "Impersonal constructions in Amele."